# Proyecto Revelación
El Proyecto Revelación (The Disclosure Project) es una organización fundada por el ufólogo estadounidense Steven M. Greer en 1993, cuyo objetivo es revelar una supuesta conspiración por la que el gobierno de los Estados Unidos habría  ocultado datos relacionados con la existencia de ovnis. Según los miembros del proyecto, dichos ovnis serían naves espaciales pilotadas por seres extraterrestres inteligentes que el gobierno mantendría en secreto junto a algunas fuentes de energía avanzadas que habrían sido obtenidas de dichos alienígenas. Asimismo, los miembros de The Disclosure Project han  pedido audiencias honestas y abiertas sobre la información oculta.

## Objetivos
- Tener un  acceso libre a los secretos de la presencia ovni y extraterrestre en la Tierra.
- Tener audiencias abiertas sobre los sistemas de propulsión y de energía avanzada, que supuestamente, darían una solución a muchos retos globales actuales.
- Promulgar una  legislación que prohibiría cualquier tipo de armas espaciales.
- Promulgar una legislación comprensiva para la exploración, búsqueda y desarrollo del espacio de manera pacífica y cooperativa  con otras  culturas de la Tierra y del espacio.
- Introducir la Energía del punto cero como forma para que el mundo obtenga energía gratuita. lo cual, de acuerdo con este proyecto, acabaría con la pobreza  mundial, la contaminación, y generaría un nuevo marco para la economía mundial, entre otras cosas.

## Lista de testigos
Más  abajo se presenta una lista parcial de los testigos que el proyecto presentó para avalar sus teorías:
- Nick Pope: Exministro de defensa británico
- Dr. Roberto Pinotti: ufólogo italiano.
- Edgar Mitchell: astronauta.
- Gordon Cooper: astronauta.
- Monseñor Corrado Balducci
- Carol Rosin
- Dan Willis militar estadounidense.
- Lord Hill-Norton almirante británico.
- Gordon Creighton. Funcionario de exteriores.
- Robert Wood: ingeniero
- Alfred Webre: Antiguo analista del Stanford Research Institute
- Denise McKenzie: antiguo empleado del SAIC.
- Colonel Phillip J. Corso: militar estadounidense.  (retirado.)
- Colonel Ross Dedrickson: militar estadounidense.  (retirado.)
- Teniente Walter Haut: militar estadounidense.
- Hal Puthoff
- Eugene Mallove
- Lieutenant Colonel militar estadounidense.  (retirado)
- John Callahan: FAA
- Larry Warren, militar británico.
- George A. Filer III militar estadounidense. (Retirado)
- John Maynard: Defense Intelligence Agency (retirado.)
- Robert Salas: militar estadounidense.
- Don Phillips: ingeniero.
- Charles Brown: militar estadounidense.
- Mark McCandlish: artista conceptual.
- James Kopf: criptógrafo.
- Vasily Alexeyev: militar ruso.

## Lectura  adicional
- Wegerif, Boudewijn (11 de febrero de 2002). «Zero Point Energy - Fact or Fiction». Indybay. Consultado el 3 de abril de 2007. (enlace roto disponible en Internet Archive; véase el historial, la primera versión y la última).

- Raymer, Katelynn; David Ruppe (10 de mayo de 2001). «Group Calls for Disclosure of UFO Info». ABC News. Consultado el 26 de abril de 2007.

- Schmidt, Brad (25 de abril de 2002). «Alien theorist offers proof of government coverup». Oregon Daily Emerald. Archivado desde el original el 17 de octubre de 2007. Consultado el 26 de abril de 2007.

- Kehnemui, Sharon (10 de mayo de 2001). «Men in Suits See Aliens as Part of Solution, Not Problem». Fox News Channel. Archivado desde el original el 25 de agosto de 2013. Consultado el 10 de mayo de 2007.

- McCullagh, Declan (10 de mayo de 2001). «Ooo-WEE-ooo Fans Come to D.C.». Wired News. Archivado desde el original el 5 de enero de 2013. Consultado el 10 de mayo de 2007.

- Buncombe, Andrew (10 de mayo de 2001). «Confessions of a UFO Spotter: We Don't Want a War in Space». Independent Digital (UK) Ltd. Archivado desde el original el 17 de octubre de 2007. Consultado el 10 de mayo de 2007.